# کاگورا

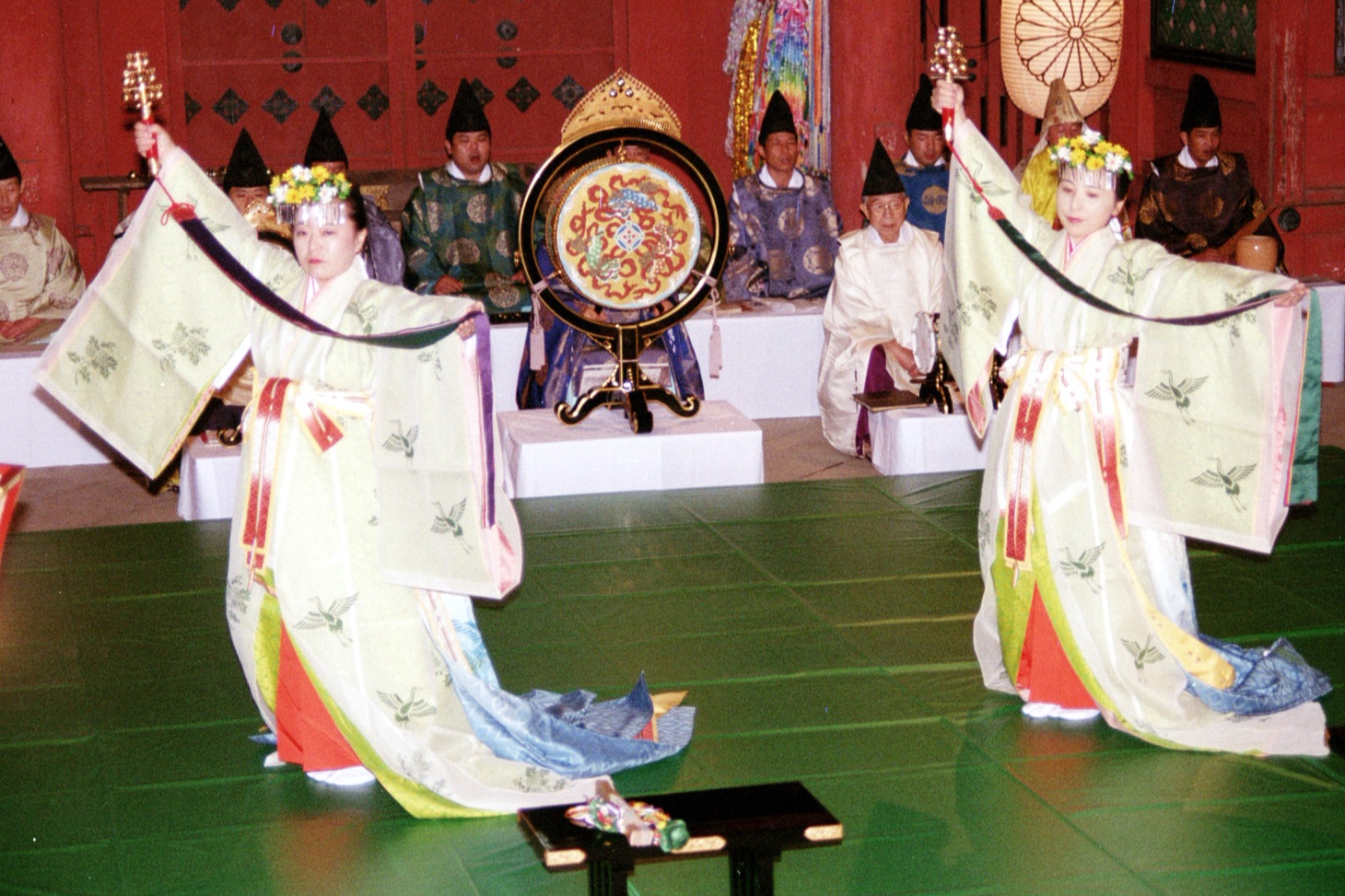
اجرای رقص

کاگورا (به ژاپنی: 神楽 (かぐら) Kagura) نوع خاصی از رقص تشریفاتی و رقص مقدس در آیین شینتو است. در رقص کاگورا به جای تکان دادن پاها رقصنده بر روی ژست و حالت خود تأکید می‌کند. این نوع رقص در وهله اول هدیه ای برای سرگرمی و خوشحالی کامی (خدایان شینتو) است و گفته می‌شود که ریشه آن به رقصی بر می‌گردد که وقتی ایزدبانوی خورشید آماتراسو، از دست برادر خود عصبانی شد و در غاری پنهان گردید، به منظور جلب رضایت وی و بیرون آمدنش از غار، آن را مقابل غار انجام دادند. به همین دلیل نیز اجراکنندگان این رقص همواره رو به حرم زیارتگاه دارند.

## ریشه رقص
ایزدبانوی خورشید آماتراسو بزرگترین دختر ایزاناگی، الهه‌ای زیبا و مهربان بود که بر خورشید و زمین‌های آسمانی برنج که مردم ژاپن از آن تغذیه می‌کردند حکمرانی می‌نمود. آماتراسو و تسوکویومی خدای ماه هر کدام به مسؤولیت‌های خویش پرداختند، اما برادر آن‌ها خدای توفان سوسانو به مخالفت پرداخت و به جای حکمرانی بر دریا مشغول گریه و زاری گشت. ناله‌های او باعث از بین رفتن درختان و موجودات زنده گشت و سبب شد که پدرش وی را از بهشت بیرون براند. سوسانو پیش از بیرون رفتن از بهشت برای خداحافظی نزد خواهرش آماتراسو رفت. آماتراسو به زیارت برادرش بدگمان شد. اما سوسانو برای نشان دادن صمیمیت خود پیشنهاد مبارزه‌ای بر ایزدبانو عرضه کرد. بعد از مبارزه سوسانو شالیزارهای او را ویران کرد، یک اسب پوست کنده را بر روی بافته‌های او پرتاب کرد و به طرز وحشیانه‌ای یکی از دوشیزه‌های او را کشت. سوسانو همچنین بسیار به قدرت و محبوبیت خواهر زیبای خود حسد می‌ورزید. آماتراسو که از دست او بسیار خشمگین شده بود خود را در غاری به نام آما نو ایواتو حبس کرده و ورودی غار را با تخته سنگ بزرگی بست.
ناپدید شدن او نور و زندگی را از این جهان گرفت و شیاطین حکومت بر زمین را به دست گرفتند. صدها تن از ایزدان و الهه‌ها به در ورودی غار آمده و التماس کردند که آماتراسو از آنجا خارج شود، ولی هیچ‌یک از آن‌ها موفق نشدند. بالاخره اوزومه با نقشه‌ای موفق شد او را از غار بیرون بکشاند. اوزومه آینه‌ای مقدس از جنس برنز بر روی درختی در جلوی در ورودی غار آویزان کرد و خود نیز شروع به رقصیدن درون یک وان بزرگ (در روایات دیگر بر روی بشکهٔ واژگون برنج ایستاد) شد. مراسم رقص مقدس او بسیار دیوانه‌وار و شهوی بود، پاهای خود را با ضربت بر روی وان می‌کوبید و شروع به عریان شدن گردید. این چنین شد که خدایان شروع به خندیدن و لذت بردن کردند. صدای بلند هیجان‌انگیز خنده و فریاد ایزدان حس کنجکاوی آماتراسو را برانگیخت. از دریچه نگاهی کرد و پرسید چه شده؟ به او گفتند که ایزدان از دیدن ایزدبانویی زیباتر از او مسرورند. او با ناباوری و به امید یک زیرچشمی نگاه کردن از غار خارج شد و به بازتاب خود در آینهٔ مقدس برنزی خیره گشت. او در حالی که مسحور تصویر خود شده بود، ایزدان دست او را گرفتند و از غار بیرون کشیدند و در ورودی غار را بستند که دیگر نتواند به آنجا بازگردد. این چنین بود که آماتراسو به آسمان بازگشت و یکبار دیگر زمین را با نور خود درخشان نمود.<ref>آماتراسو ایزدبانوی خورشید بایگانی‌شده  در ۹ ژوئن ۲۰۰۷ توسط Wayback Machine

## نحوه اجرا
رقص کاگورا در قرون وسطی به صورت یک درام رقص درآمد و رویدادهای اساطیر باستانی شینتویی را بازگو می‌کند. سی و پنج درام سنتی از این نوع وجود دارد. چند رقص اصیل هم در سال‌های اخیر ابداع شده‌است و این رقص‌ها نیز با وقار مخصوصی در زیارتگاه‌های شینتو اجرا می‌شوند.
بوگاکو رقص باستانی دربار، از کشورهای آسیایی وارد ژاپن شده‌است و امروزه به صورت نوعی کاگورا درآمده است.
اکثر زیارتگاه‌های بزرگ علاوه بر مراسم رسمی که تحت نظارت و اداره روحانیان انجام می‌شود اقداماتی به عمل می‌آورند که حداقل در جشنواره سالانه آنها برنامه رقص مقدس کاگورا به همراه موسیقی سنتی اجرا شود. در اغلب معبدهای بزرگ این گونه رقص‌ها روزانه و به درخواست زائران زیارتگاه و با پرداخت مبلغی اعانه انجام می‌شود.
نواختن موسیقی همراه مراسم در طی برنامه‌های زیارتگاه‌ها نیز به همراه انجام رقص‌های مذهبی انجام می‌شود و بر اساس الگوی موسیقی قدیمی دربارهٔ گاگاکو است. ممکن است نوازندگان راهب یا روحانی باشند یا اینکه غیر روحانی باشند.